# Mira Sardoč
Mira Sardoč (tudi Marija Sardoč), slovenska gledališka igralka in filmska igralka, * 1930, Šentilj v Slovenskih Goricah, † 2008, Ljubljana, Slovenija.
Mira Sardoč je bila slovenska dramska igralka, dolgoletna članica Slovenskega stalnega gledališča Trst in dobitnica Borštnikovega prstana (1991). 
Oba starša sta bila Primorca, ki sta bila zaradi fašističnega zatiranja primorana zbežati iz rojstnih krajev. Njena družina po očetovi strani (Sardoč) izhaja iz slovenske vasi Prosek pri Trstu.  

## Življenjepis
Mira Sardoč se je rodila 27. marca 1930 v Šentilju v Slovenskih Goricah, 17 kilometrov iz Maribora v smeri meje z Avstrijo. Mirin oče, Adam Sardoč, je v Šentilju deloval kot nadučitelj v tamkajšnji osnovni šoli, kjer je šolo obiskovala tudi Mira. Mati Pepina, rojena Škof, je umrla, ko je bilo Miri pet let. Oče se je zaradi številne družine vnovič oženil. Tako je skrb za troje deklet in najmlajšega brata iz novega zakona prevzela Marija Sardoč, rojena Rojc. 
Mira Sardoč je prav v svojem rojstnem kraju prišla v stik z gledališčem; že kot štiriletna deklica in kasneje najstnica je sodelovala pri predstavah amaterske družine. Leta 1941 je bila Mira Sardoč z družino izgnana v Srbijo. V Srbiji je obiskovala gimnazijo v Aranđelovcu in opravljala izpite, prvi razred trgovske akademije je obiskovala v Valjevu in se po vrnitvi v Slovenijo leta 1945 vpisala na Ekonomski tehnikum v Mariboru. V šolskem letu 1947/1948 je uspešno končala šolanje in bila z dekretom nastavljena na delovno mesto v banki v Sarajevu. Delo je odklonila in se prijavila na sprejemne izpite na AIU (danes Akademija za gledališče, radio, film in televizijo) v Ljubljani.
Na Akademijo je bila sprejeta v drugem, jesenskem roku, z vpisom, datiranim 5. oktobra 1948. Študij dramske igre je pričela v letniku Janeza Cesarja, umetniško besedo pa je takrat predavala Marija Vera. Študij igre je nato nadaljevala v letniku pedagoginje Vide Juvanove. Po diplomski predstavi 26. maja 1952 (Armand Salacrou: Margarita) v režiji Andreja Hienga je v septembru leta 1952 Mira Sardoč sprejela angažma v Drami Slovenskega narodnega gledališča v Mariboru. Po treh uspešnih sezonah v mariborski Drami je sprejela angažmaja v Mestnem gledališču ljubljanskem. Po nekaj sezonah v MGL je odšla v Trst.Leta 1960 pa je postala stalna članica takrat Slovenskega gledališča v Trstu (danes Slovensko stalno gledališče). 
V Trstu je Mira Sardoč delovala vse do svoje upokojitve leta 1990. Mira Sardoč je odigrala več kot 200 vlog v gledališču in več deset na filmu. Igrala je tudi v italijanskih filmih. Za svoje umetniško delo je prejela Borštnikov prstan in priznanje Združenja dramskih umetnikov Slovenije za življenjsko delo.